# Gilbert Brutus
Gilbert Brutus (Portvendres, 2 d'agost del 1887 – Perpinyà, 7 de març del 1944) va ser un jugador, dirigent, entrenador i àrbitre català de rugbi a 15, mort per activitats de la Resistència durant la Segona Guerra Mundial.

## Carrera esportiva en rugby a 15
Jugador en la posició de centre, va debutar en l'"Stade Toulousain", després va ser capità de l'Associació Esportiva Perpignanaise (ASP) de segona divisió el 1911 i formà part de l'equip fundacional de l'extraordinari equip "Estadi Olímpic Perpignanais" (SOP) del qual va ser també capità el 1913.
Com a dirigent de club va participar en l'acostament ASP i SOP que va donar a llum el 1919 a la "Unió Esportiva Perpignanaise" (USP) el 1921. En tant que entrenador, portà jugadors famosos, com Joseph Pascot a l'USAP i Jean Galia i Ernest Camo als "USOS Quillan".
Va arbitrar dues finals consecutives del campionat de França de rugbi, entre les ciutats de Tolosa de Llenguadoc i Baiona, el 1922 i 1923. Va ser seleccionador i també president nacional del Comitè de les seleccions durant els anys 1930, en companyia de Jules Cadenat. Finalment, també va ser directiu de l'USAP.

## Segona Guerra Mundial
Membre de la Resistència, va dirigir diversos grups especialitzats en obtenció d'informació als Pirineus Orientals, i va ser arrestat una primera vegada al començament de l'any 1943 per ser transferit a la presó de Montpeller, on fou alliberat pel director en persona (per falta de motius).
Membre de l'Exèrcit Secret del general Delestraint, fou arrestat una segona vegada a Perpinyà com a supervisor responsable dels grups d'informacions del Llenguadoc-Rosselló. Fou llavors torturat a mort per la Gestapo i la milícia en un calabós de l'antiga ciutadella, on va morir el 7 de març del 1944 de matí.
En recordança seva, l'estadi de l'equip de rugbi a 13 Dragons Catalans porta des de fa decennis el seu nom. A Perpinyà, dos altres jugadors de rugbi han donat nom als seus estadis: Aimé Giral i Jean Laffon (tots 2 morts a la Primera Guerra Mundial), així com una de les avingudes de la ciutat.